# グローバル・インティファーダ
グローバル・インティファーダ(Global Intifada)は、スウェーデンの極左過激派組織。党のホームページによると、資本主義・帝国主義の打倒を目指し、社会主義を標榜している。
2004年9月26日、ストックホルムのデンマーク大使館の窓ガラスを党員が壊し、館内に赤いペンキを投げ込んだ。党側は、デンマークのイラク戦争におけるアメリカ合衆国の侵略行為への支援に対する抗議行動であると説明している。2005年1月14日にも、同大使館前で大使館の車に放火している。